# Szczeciny kłujące
Szczeciny kłujące – element aparatu gębowego mszyc.
Szczeciny kłujące powstają z przekształconych żuwaczek i szczęk. Położone są w częściowo otwartej rynience na brzusznej stronie ssawki, w której mogą się poruszać. U mszyc z rodziny Adelgidae twory te przewyższają swą długością wielokrotnie długość ciała i umieszczone są krumenie, specjalnym schowku wewnątrz ciała.